# 喀喀喀的鬼太郎 (劇場版)
喀喀喀的鬼太郎（ゲゲゲの鬼太郎）是日本動畫「ゲゲゲの鬼太郎」
第三期電視動畫中的第1部劇場版作品，上映時間為1985年12月21日。
此劇場版動畫名稱同為原作標題的「ゲゲゲの鬼太郎」。

## 劇情簡介
以赤蛇(アカマタ)、落椰妖(やし落し)、チンポ三人集結的南方妖怪集團；為了擊敗處處偏袒人類的鬼太郎，而遊說拉攏了鬼太郎的損友鼠男，要他將鬼太郎的人類伙伴天童夢子給誘拐當作人質。
得知夢子被綁架而前來營救的鬼太郎好不容易擊敗妖怪赤蛇後，夢子卻被另一個南方妖怪チンポ給帶上船隻離開，而追逐船隻的鬼太郎最後遇上了引起一切事件開端的幕後黑手‧‧‧。

## 相關作品
相關劇情漫畫原作
ゲゲゲの鬼太郎：「妖怪軍團」(妖怪軍団) 1968/04/21
其它相似劇情的鬼太郎動畫
ゲゲゲの鬼太郎第一期39集：「妖怪軍團」(妖怪軍団) 1968/9/29

## 劇中登場妖怪[3]
赤蛇(アカマタ)
主張妖怪要凌駕人類之上的南方妖怪，有能夠吸取對方生氣的能力；並可從口中冒出將對方石化的煙霧。
落椰妖(やし落し)
頭上長著三根椰子樹的妖怪，能將自行長出的椰子果實扔甩出去攻擊，因身為植物妖怪而懼怕火炎。
チンポ
南方妖怪首領，外型的特徵如同名字一樣、在跨下長有三根陽具，可用來當作噴射器飛在天空。(「チンポ」在日文裡有男性陽具的意思)
妖怪獸‧蛟龍(妖怪獣‧蛟竜)
在原作是由「八百八狸」所控制的巨大怪獸，在本作品為南方妖怪的部下，迎戰前往海上的鬼太郎。
樹精(キジムナー)
以兩人為一組行動的樹精們，為了救助天童夢子而迎戰鼠男的妖怪。

## 製作群
- 原作：水木茂
- 導演：白土武
- 製作總指揮：浅野賢澄
- 製作代表：鹿内春雄
- 製作：野間惟道、羽佐間重彰、今田智憲
- 劇本：星山博之
- 音樂：川崎真弘
- 角色設計：兼森義則
- 畫面導演：山口泰弘
- 原畫：直井正博、坂井俊一、藤岡雅宣、吉岡利喜、富沢雄三、河野宏之、芦田明雄、森田奈苗
- 美術導演：伊藤岩光
- 背景：池田祐二、高田茂祝、山元健生、土井則良、小笠原えつこ、佐貫利勝
- 特殊效果：山本公、中島正之
- 專業檢車：坂本陽子
- 撮影導演：菅谷信行
- 撮影：宮内勝啓、菅谷英夫、神山茂男、高石稔、田口久男、山川進
- 錄音：蔵本貞司
- 編曲：田中英行
- 音響效果：今野康之
- 音樂制作：徳間康快
- 錄音室：TAVAC
- 編集：花井正明
- 負片編集：喜多伴子
- 助手導演：堀川和政
- 製作擔當：松下健吉
- 美術進行：田村晴夫
- 專業進行：冨永勤
- 製作進行：鈴木知之
- 記録：竹澤裕美子
- 現像：東映EiLab
- 技術協助：森幹生、Continental Far East
- 動畫制作：東映動畫
- 製作人：清水賢治、木村京太郎、横山賢二
- 主製作人：三ツ井康
- 行政部門製作：日枝久

## 角色聲優
- 鬼太郎：戶田惠子
- 眼珠老爹：田之中勇
- 鼠男：富山敬
- 貓女：三田友子
- 撒沙婆婆：江森浩子
- 子泣爺爺：永井一郎
- 一反木綿：八奈見乘兒
- 塗壁：屋良有作
- 天童夢子：色川京子

- 赤蛇：宮内幸平
- 落椰妖：山下啓介
- チンポ：瀧口順平
- 樹精：摩味
- 滑瓢妖：青野武
- 朱盆：小林通孝

## 主題曲
開頭曲
- ゲゲゲの鬼太郎

作詞：水木茂 作曲：いずみたく 編曲：野村豊 歌：吉幾三
片尾曲
- おばけがイクゾー

作詞・作曲：吉幾三 編曲：野村豊 歌：吉幾三